# 赤道大区
赤道大区（Equatoria）是南蘇丹的一个大区，首府朱巴。該行政區劃最早可以追溯到1870年的奧斯曼帝國時期。由於連年內戰，當地不少居民流亡至別國。阿拉伯語朱巴方言是當地的通用語。